# Aleksander Welfe
Aleksander Welfe (ur. 5 sierpnia 1960 w Łodzi) – polski ekonometryk, makroekonomista, profesor nauk ekonomicznych, członek rzeczywisty Polskiej Akademii Nauk oraz jej wiceprezes w kadencji 2023–2026, profesor zwyczajny Uniwersytetu Łódzkiego i Szkoły Głównej Handlowej, były doradca Prezesa Narodowego Banku Polskiego. Specjalizuje się w metodach analizy szeregów czasowych i makromodelowaniu.

## Edukacja
W roku 1979 ukończył XII Liceum Ogólnokształcące im. Stanisława Wyspiańskiego w Łodzi (klasa matematyczna). Wysokie oceny dały mu indeks na studia bez egzaminów. Podjął je na Uniwersytecie Łódzkim na kierunku Cybernetyka Ekonomiczna i Informatyka i ukończył w 1982 roku otrzymując „Medal za Chlubne Studia”. Promotorem jego pracy magisterskiej był prof. Cezary Józefiak. Pracę doktorską pt. „Analiza rynku dóbr konsumpcyjnych w warunkach nierównowagi” napisał pod kierunkiem prof. Leszka Zienkowskiego i obronił w 1985 roku na Wydziale Nauk Ekonomicznych Uniwersytetu Warszawskiego. Stopień doktora habilitowanego nauk ekonomicznych (w zakresie ekonomii) nadała mu w 1990 roku Rada Wydziału Zarządzania i Informatyki Akademii Ekonomicznej we Wrocławiu. W 1996 roku prezydent RP Aleksander Kwaśniewski nadał mu tytuł profesora nauk ekonomicznych.

## Działalność zawodowa
Zawodowo związany z Uniwersytetem Łódzkim od 1982 r. wykłada również od 1999 r. w Szkole Głównej Handlowej w Warszawie. Wykładał także na University of Pennsylvania, Stanford University i Uniwersytecie Warszawskim. Gościnne wykłady wygłaszał na wielu uczelniach zagranicznych, m.in. Princeton University, University of California Berkeley, Tulane University – New Orleans, London Business School, Rotterdam University, European University Institute, Christian-Albrechts-Universität zu Kiel, Universität Konstanz, Justus-Liebig-Universität Gießen i krajowych, m.in. Uniwersytecie Ekonomicznym w Krakowie, Uniwersytecie Ekonomicznym we Wrocławiu, Uniwersytecie Ekonomicznym w Katowicach, Uniwersytecie im. Adama Mickiewicza w Poznaniu, Uniwersytecie Gdańskim.
Od 1991 r. kieruje Katedrą Modeli i Prognoz Ekonometrycznych Uniwersytetu Łódzkiego (powstałą w 1997 r. z Zakładu Prognoz i Analiz Symulacyjnych).
Jest prezesem Oddziału PAN w Łodzi (od 2014 r.), w latach 2010–2013 był jego wiceprezesem.
Jest członkiem Komitetu Nauk Ekonomicznych PAN (od 2008 r.) i Komitetu Statystyki i Ekonometrii PAN (od 1996 r.), którego w latach 2003–2007 był wiceprzewodniczącym.
W latach 2005–2019 przewodniczył Naukowej Radzie Statystycznej przy Prezesie Głównego Urzędu Statystycznego.
W latach 2012–2018 był członkiem Rady Głównej Nauki i Szkolnictwa Wyższego.
Od roku 2019 jest członkiem Komisji Ewaluacji Nauki.
W latach 2007–2017 był doradcą Prezesa Narodowego Banku Polskiego i członkiem Komitetu Badań Ekonomicznych NBP.
Kierował licznymi grantami Unii Europejskiej, KBN i NCN (w tym grantem MAESTRO).
Od połowy lat 80. jest członkiem Project LINK, międzynarodowego konsorcjum badawczego założonego i kierowanego w przeszłości przez Lawrence’a R. Kleina (laureata Nagrody im. A. Nobla) a koordynowanego przez ONZ.
Wygłaszał referaty na wielu konferencjach międzynarodowych, w tym wielokrotnie na kongresach Econometric Society i European Economic Association.
Jest przewodniczącym komitetu organizacyjnego dwóch cyklicznych konferencji: Macromodels oraz Warsztaty Doktorskie z zakresu Ekonometrii i Statystyki oraz członkiem komitetów naukowych kilku innych konferencji.
Wypromował 19 doktorów.
22 listopada 2022 roku został ogłoszony kandydatem na Wiceprezesa Polskiej Akademii Nauk po zgłoszeniu przez Prezesa elekta Marka Konarzewskiego. 8 grudnia, podczas 148. sesji Zgromadzenia Ogólnego PAN został wybrany na stanowisko Wiceprezesa PAN w kadencji 2023–2026, wspólnie z prof. Dariuszem Jemielniakiem, dr hab. Mirosławą Ostrowską i prof. Natalią Sobczak.

## Życie prywatne
Syn prof. Władysława Welfe. Żonaty, dwoje dzieci.

## Działalność publikacyjna i edytorska
Opublikował ponad 150 artykułów naukowych. Jest autorem i współautorem kilkunastu książek.
Najważniejsze publikacje książkowe:
- Ekonometria, PWE, Warszawa 2018
- Ekonometria. Metody i ich zastosowanie, PWE, Warszawa 1995, 1998, 2003, 2009
- Principles of Macroeconometric Modeling (współautorzy: L.R.Klein, W. Welfe), North Holland, Amsterdam 1999
- Makroekonometryczny, kwartalny model gospodarki polskiej (współautorzy: P. Karp, R. Kelm), Wydawnictwo Uniwersytetu Łódzkiego, Łódź 2002
- New Directions in Macromodelling (red.), Elsevier, Amsterdam 2004
- Mechanizmy makroekonomiczne w gospodarce polskiej. Analiza ekonometryczna (współautorzy: P. Karp, P. Kębłowski), Wydawnictwo Uniwersytetu Łódzkiego, Łódź 2006
- Analiza kointegracyjna w makromodelowaniu (współautorzy: P.Karp, P.Kębłowski, M.Majsterek), PWE, Warszawa 2013

Pełnił funkcję associate editor Economics of Plannig (2002-2006) i Economic Change and Restructuring (2006-2008).
Od 2002 r. jest associate editor Economic Modelling.
W latach 2009–2017 był redaktorem naczelnym czasopisma naukowego Bank i Kredyt.
Jest współzałożycielem i od 2009 r. redaktorem naczelnym czasopisma naukowego Central European Journal of Economic Modelling and Econometrics.

## Honory akademickie
- Od 1991 roku jest członkiem Łódzkiego Towarzystwa Naukowego
- W latach 2007–2019 był członkiem korespondentem Polskiej Akademii Nauk.
- Od 2020 roku jest członkiem rzeczywistym Polskiej Akademii Nauk
- Od 2010 roku jest członkiem Europejskiej Akademii Nauk i Sztuk Pięknych.

## Nagrody i wyróżnienia
- Nagroda Prezesa Głównego Urzędu Statystycznego (1986).
- Nagrody Ministra (siedmiokrotnie).
- Nagroda Łódzkiego Oddziału PAN i Konferencji Rektorów (1993).
- Nagroda PAN za osiągnięcia naukowe w dziedzinie ekonomii (2001).
- Krzyż Kawalerski Orderu Odrodzenia Polski (2009).
- Nagroda Miasta Łodzi (2024)[5].